# Народний комісаріат просвіти РРФСР
Народний комісаріат просвіти (Наркомпрос) — державний орган РРФСР, що контролював у 1920-30-их роках практично всі культурно-гуманітарні сфери: освіту, бібліотечну справу, книговидавництво, музеї, театри й кіно, клуби, парки культури й відпочинку, охорону пам'яток архітектури й культури, творчі об'єднання, міжнародні культурні зв'язки тощо. Нині державне регулювання у цих сферах здійснюють Міністерство освіти й науки Росії та Міністерство культури Росії.

## Історія
9 листопада 1917 року (наступного дня після проведення 2-го Всеросійського з'їзду Рад 26 жовтня (8 листопада) 1917) спільним Декретом ВЦВК і РНК було започатковано Державну комісію з просвіти, на яку покладалось завдання керувати всією системою народної освіти й культури.
Головою комісії був призначений — Анатолій Луначарський. До її складу входили Надія Крупська, Михайло Покровський, Пантелеймон Лепешинський та ін.
В декреті від 9 листопада 1917 року встановлювалось, що всі справи «мають поки йти» через Міністерство народної просвіти, яке за декретом мало «відігравати роль виконавчого апарату при Державній Комісії». Таким чином, Міністерство як керівний орган, що володіє урядовими функціями, було ліквідовано й перетворено на виконавчий, технічний апарат. Фактично Міністерство і як технічний апарат у перші ж дні після Жовтневої революції ліквідувалось внаслідок саботажу з боку майже всіх спеціалістів і чиновників колишнього Міністерства народної просвіти Російської імперії.
26 (13) червня 1918 року за підписом В. І. Леніна був опублікований декрет РНК «Про організацію справи народної освіти в Російській республіці», який більш детально визначив функції Державної Комісії з просвіти. На неї покладалось керівництво справою народної освіти та встановлення її загальних принципів, об'єднання просвітницької роботи на місцях, складання загальнодержавного кошторису й вирішення інших принципових питань. Цим самим декретом було істотно змінено і склад членів Комісії: до неї увійшли, поряд з керівними працівниками Наркомпросу, голови ВЦВК, профспілок, ВРНГ, НКНацу та інших центральних закладів і організацій.
Основні задачі в галузі керівництва питаннями освіти й культури були покладені на Народний комісаріат просвіти РРФСР (Наркомпрос), утворений 18 червня 1918 року. А Комісія з просвіти реформувалась у виборчо-представницький орган і зосередилась на питаннях розвитку народної освіти.
Наркомпрос очолив Луначарський, його заступником став історик Покровський. З перших днів свого функціювання Державна Комісія і Наркомпрос взяли курс на уніфікацію шкільних закладів та централізацію управління діяльністю мережі закладів системи народної просвіти.
23 лютого 1918 року було ухвалено постанову про те, що всі початкові, середні, вищі, відкриті й закриті, загальноосвітні та спеціальні навчальні заклади, казенні, громадські й приватні, що числяться у різних відомствах, переводяться у підпорядкування Наркомпросу з усіма приміщеннями, майном і капіталами, що перебувають у їхньому користуванні, а також асигнаціями й кредитами. Робота із упровадження в життя цієї постанови завершилась додатковим декретом від 5 червня 1918 року про перехід навчальних закладів у підпорядкування Наркомпросу. Згідно з одним з положень цього декрету, всі кредити з казни, що видавались за кошторисами й штатами усіх відомств на потреби народної освіти, тепер перераховувались в кошторис Наркомпросу.
26 червня 1918 року було опубліковано положення про організацію справи народної освіти у Російській республіці. В ньому вказувалось, що на місцях керівництвом справою народної освіти (дошкільної, шкільної та позашкільної), за винятком вищої, завідують Відділи народної освіти, що створюються при виконкомах обласних, губернських, уїзних й волосних Рад Робочих і Селянських депутатів .
В січні 1920 року, коли комуністи остаточно закріпились в Одесі, були закриті всі видання івритом. Прохання дозволити хоча б один літературний журнал, цілком аполітичний, було відхилено. Почався наступ на школи, де викладали івритом — як на релігійні, так і на світські. 1 грудня 1918 року Народний комісаріат просвіти обнародував декрет про школи для національних меншин. Відповідно до декрету, у будь-якій місцевості, де набиралось не менше 25 учнів, які бажали навчатись національною мовою, для них створювалась національна школа. Для кочових і малих племен, що не мали письменності, в ударному порядку створювалась письменність, записувались і видавались народні пісні, казки, легенди, писались підручники, готувались вчителі .
В січні 1918 року був створений театральний відділ Народного комісаріату просвіти РРФСР — ТЕВ Наркомпросу, остаточного оформлення набув у серпні 1919 року після підписання Леніним Декрету «Про об'єднання театральної справи». ТЕВ був організований для максимально централізованого керівництва театральною справою, активно боровся за створення нового революційного театру, нового репертуару, за освоєння культурної спадщини минулого в рамках панівної ідеології дійсності.
|  | Раніше, до революції, — так мені казали у так званому ТЕВ, тобто у Театральному відділі, — у всій Росії було вісімдесят два театри; тепер лише у Москві тільки червоноармійських півтори сотні. Так, якщо мистецтво полягає в кількості, можна сказати, що драматичне мистецтво в радянській Росії процвітає… |

.
До складу ТЕВ входили історично-теоретична, репертуарна, режисерська, педагогічна секції. ТЕВ організовував лекції й диспути, розсилав рекомендаційні списки найкращих драматичних творів, займався обліком та охороною приватних театральних бібліотек, музеїв та колекцій. Указами Леніна до відомства ТЕВ були передані Театральний музей ім. А. А. Бахрушина в Москві (в лютому 1919 року) та Інститут історії мистецтв у Петрограді (у 1920 році). ТЕВ очолювали Луначарський, Мейєрхольд та інші.
|  | «Мейєрхольд, який в «олександрійські» часи ходив у фраку й білих рукавичках, тепер замінив фрак на косоворотку, а білі рукавички на чорні нігті. Цей політичний фігляр, що сатанівським танком пройшовся російською сценою, тепер завершував свою справу руйнування. Він заявив, що (…) театр є комуністичним фронтом… |

.
У 1920 році ТЕВ був реорганізований, частину його функцій передали Управлінню академічних театрів, яким керувала Малиновська, решту функцій — Головполітпросвіті.
Умови часу, відсутність досвіду, а також великий обсяг нечітко визначених задач призвели до того, що діяльність Наркомпросу носила стихійний характер й мала громіздку організаційну структуру (в його складі було понад 400 адміністративних підрозділів). Разом з тим, у зв'язку з важливістю завдань, поставлених перед цією організацією, її діяльності приділяли багато уваги Комуністична партія й особисто В. І. Ленін. В грудні 1920 — січні 1921 років партійна нарада з питань народної освіти ухвалила низку важливих рішень з основних проблем вищої школи (про реформу вищої школи, про робітничі факультети, про підготовку викладачів вишів із суспільствознавства та ін.), а також постанову про реорганізацію Наркомпросу. Нове Положення про роботу Наркомпросу (затверджено Декретом РНК 11 лютого 1921) розроблялось за рішенням Пленуму ЦК РКП(б) комісією на чолі з Леніним.
Наркомпрос відіграв важливу роль у врятуванні культурної спадщини в роки війни та розрухи.
1929 року Луначарський звільнений від обов'язків Народного комісара, його змінив Андрій Бубнов, що провадив жорстку адміністративну лінію.

## Підрозділи Наркомпросу
Відповідно до Декрету від 11 лютого 1921 року Наркомпрос мав такі підрозділи:
- Академічний центр (у складі наукової (Головнаука) та художньої секцій, Головархіву й Головмузею)
- Організаційний центр, Головпрофосвіта (Головне управління соціального виховання й політехнічної освіти)
- Головполітпросвіта (Головне шкільне управління)
- Держвидат (Головне управління державного видавництва)
- Рада у справах просвіти національних меншин

Відповідно до Декрету про об'єднання театральної справи від серпня 1919 року було додано
- Театральний відділ (ТЕВ)